# Porrorchis indicus
Porrorchis indicus är en hakmaskart som först beskrevs av Das 1957.  Porrorchis indicus ingår i släktet Porrorchis och familjen Plagiorhynchidae. Inga underarter finns listade i Catalogue of Life.